# Natalia O’Shea
Natalia Andriejewna O’Shea (ros. Наталья Андреевна О’Шей), panieńskie nazwisko Nikołajewa (ros. Николаева; ur. 3 września 1976) – rosyjska piosenkarka, autorka tekstów, aranżerka i liderka grupy Mielnica. Z wykształcenia filolog, specjalista od języków celtyckich. Ukończyła studia na Wydziale Filologicznym Uniwersytetu Moskiewskiego, gdzie w 2003 obroniła rozprawę kandydacką i otrzymała tytuł kandydata nauk. Posiada obywatelstwo rosyjskie i irlandzkie.